# Biskupiec
Biskupiec (tyska: Bischofsburg) är en stad i Ermland-Masuriens vojvodskap i nordöstra Polen. Biskupiec hade 10 636 invånare år 2013.  